# Muhammara

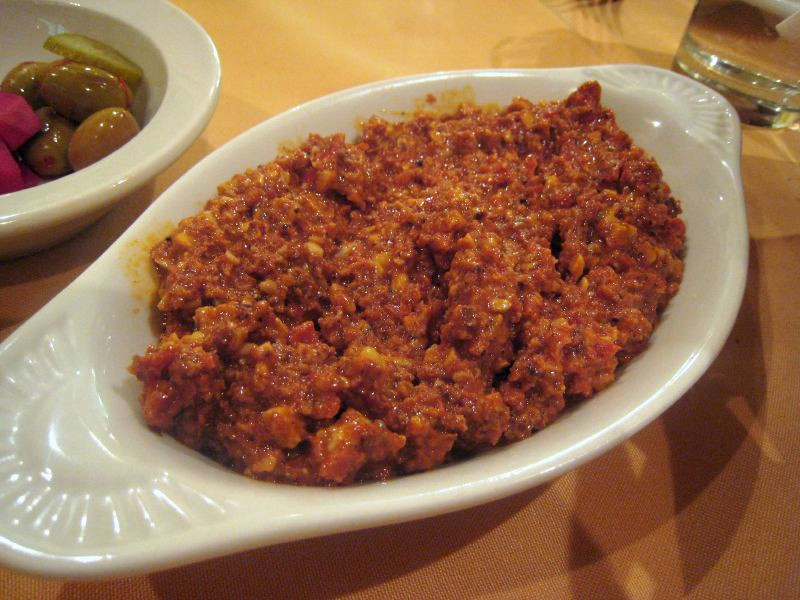
Muhammara.

Muhammara o Mhammara (en árabe: محمرة‎) es una salsa picante empleada para untar. Dicha salsa procede originalmente del Aleppo, Siria; y en la actualidad se encuentra en algunos lugares como Anatolia y el Levante.

## Características
Los ingredientes principales empleados en la elaboración de esta receta son pimientos asados, nueces y melaza o sirope de granada; aunque existen ingredentes como el chile o pimienta de Alepo, migas de pan y aceite de oliva. Las recetas pueden incluir también ajo, sal, zumo de limón y, en algunas ocasiones con el objeto de aromatizar, comino u hojas de menta.

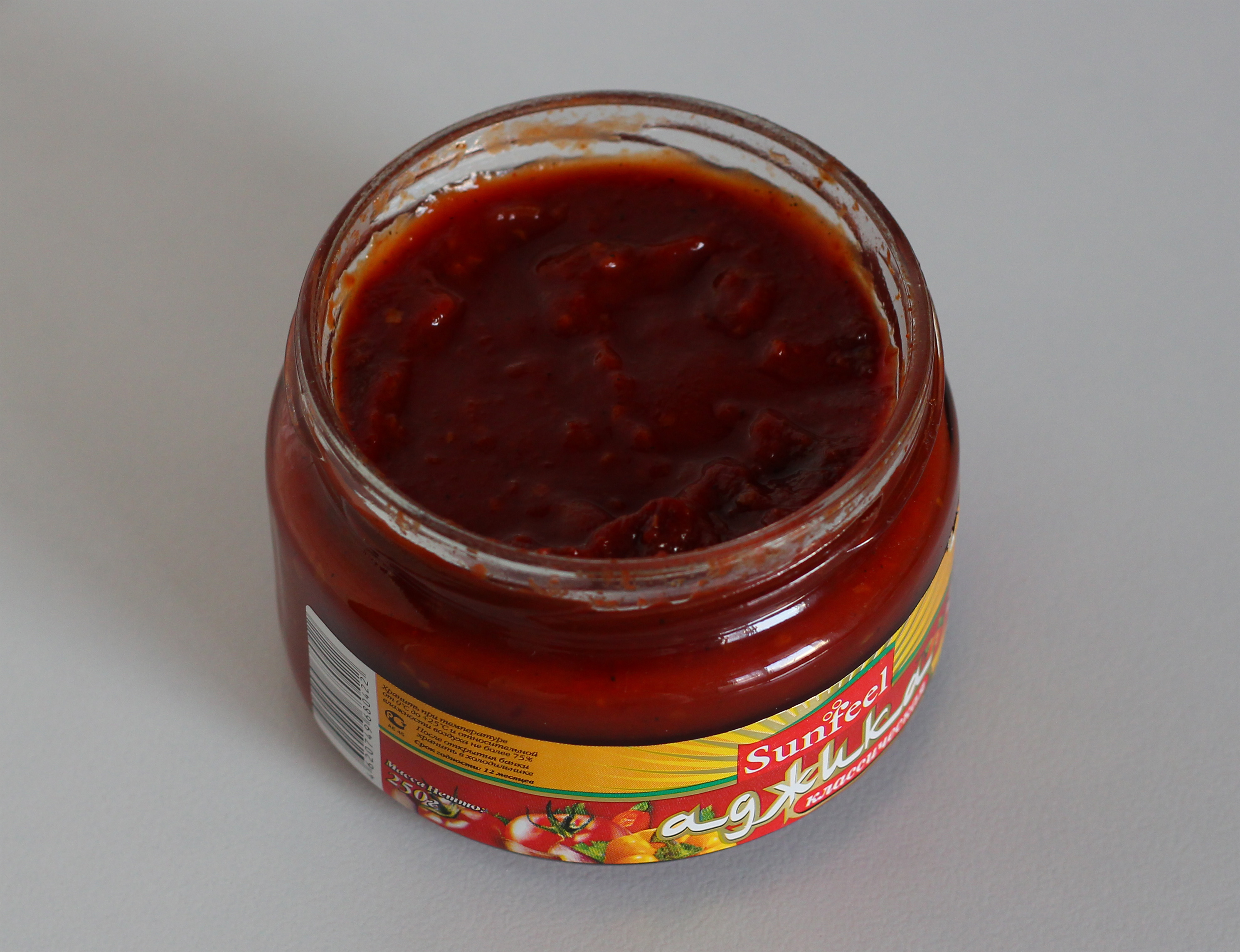
Adjika

### Adjika
Adjika (en ruso: аджика, y por lo tanto renderizado en romance como adzhika, que significa sal en abjasio), se trata de una pasta picante y con un peculiar sabor que suele emplearse como condimento en algunos platos de la cocina de Georgia y de Abjasia. El condimento en forma de pasta se realiza con pimientos rojos y ajo. A dicha preparación se le añaden hierbas diversas como pueden ser eneldo, coriandro, fenogreco azul (hierba que tan solo puede encontrarse en los Alpes o en algunas zonas del Caucaso) y nueces. Los tomates no son un ingrediente clásico en la elaboración de esta pasta. Su sabor salado es el que le da la denominación de 'sal'.